# Goiaba
Goiaba é o fruto da goiabeira, árvore da espécie Psidium guajava, da família Myrtaceae, originária da América tropical. Ocorre sobretudo no Brasil, nas Antilhas. Atualmente encontra-se bastante difundida no sudeste da Ásia. Tem como consumidor primário o bicho de goiaba conhecido como Albicans sutris, que se alimenta da polpa e então se torna a mosca da fruta.
A goiaba não é uma fruta nativa do Brasil, e sim uma fruta naturalizada; porém, essa planta já havia sido introduzida no Brasil por povos indígenas no período pré-colonial. 

## Etimologia
A palavra "goiaba" originou-se do termo aruaque para a fruta, guaiaba.

## Características
O fruto é constituído de uma baga, carnoso, casca verde, amarelada ou roxa, com superfície lisa ou irregular, de cerca de oito centímetros de diâmetro. Em seu interior, há uma polpa rosada, branca ou dourada, contendo dezenas de pequenas sementes duras, mas que podem ser ingeridas sem problemas. Somente as variedades de polpas brancas e vermelhas são comercializadas. As quatro sépalas da flor estão normalmente presentes em uma das extremidades da goiaba.
Existem inúmeras variedades, as duas mais comuns são a branca, de casca esverdeada e interior amarelo-esverdeado pálido, e a vermelha, de casca amarelada e interior rosado. Algumas moscas utilizam a goiaba para depósito de seus ovos. As larvas dessas moscas são popularmente chamadas de bicho-da-goiaba. Elas são postas quando estão dentro do ovo. A mosca que é conhecida como "mosca das frutas " coloca o seu ovo em cima da goiaba e a larva vai entrando e danificando o fruto. As goiabas são consumidas principalmente in natura ou em forma de doce, chamado goiabada. Compotas, geleias e sucos também são comuns. São muito ricas em vitamina C, com de 180 a trezentos miligramas de vitamina por cem gramas de fruta (mais do que a laranja ou o limão).
A goiaba não é ácida e, assim, pode substituir o tomate na confecção de molhos salgados e agridoces, sobretudo no caso de pessoas com restrições à acidez deste último. De um modo geral, não tem muito açúcar e possui quase nenhuma gordura, sendo indicada para qualquer tipo de dieta. De preferência, deve ser comida crua. É contra-indicada apenas para pessoas que tenham o aparelho digestivo delicado ou com problemas intestinais.

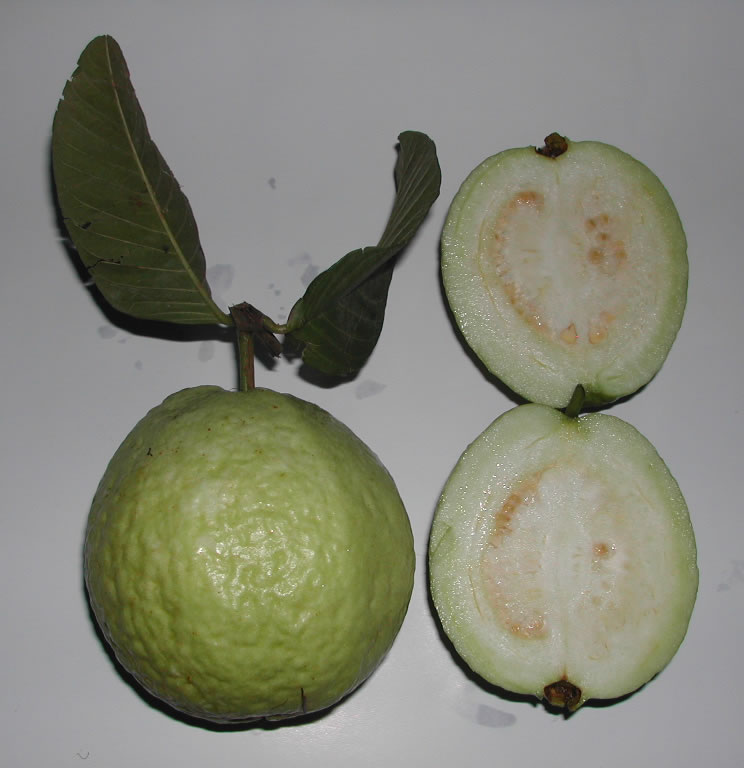
Goiaba branca
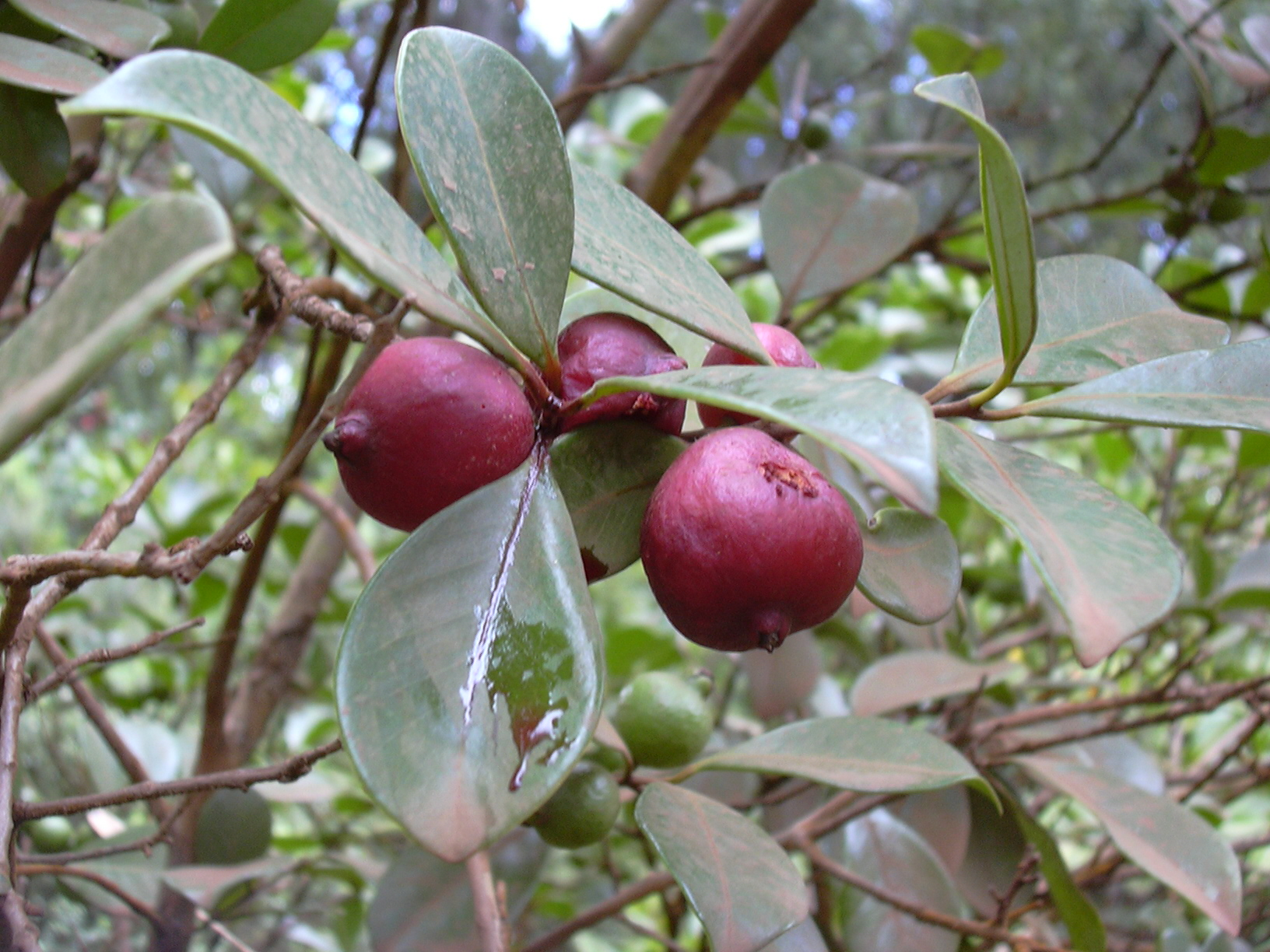
Psidium cattleianum
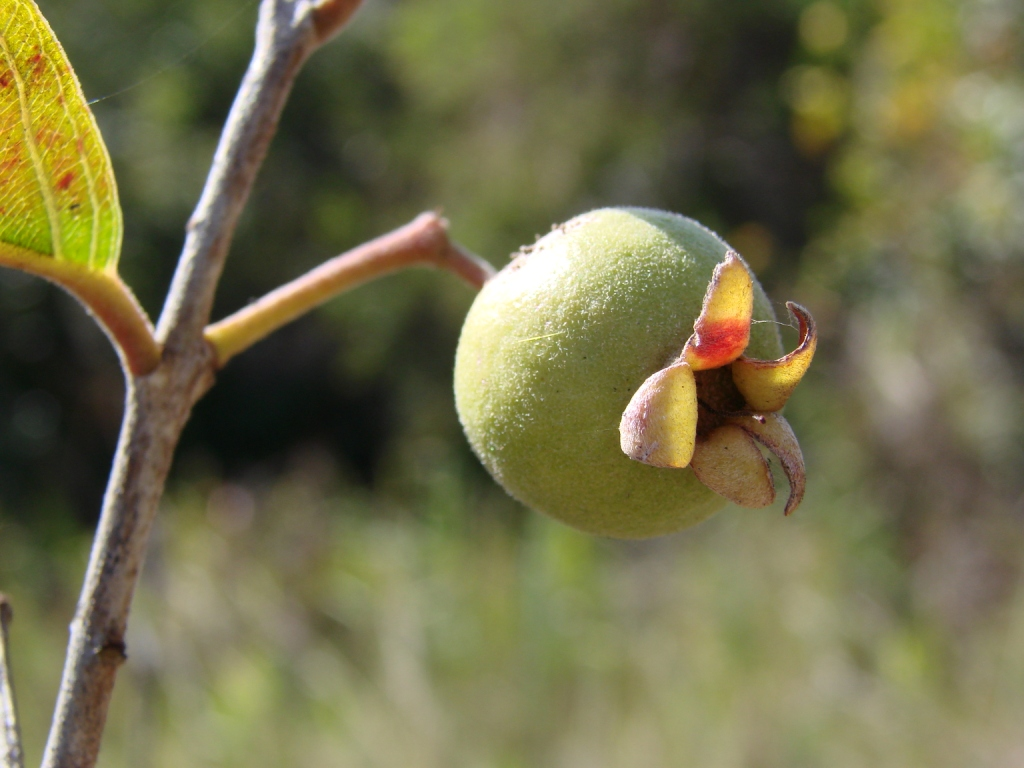
Psidium cinereum

## Usos
Essa fruta é utilizada em diferentes produtos derivados, tais como goiabadas, doces, compotas, sucos, sorvetes e molhos salgados e agridoces. Conhecida por ter muita vitamina C, apresentando a goiaba vermelha níveis dessa vitamina de 4 a 5 vezes superiores aos da laranja, possui quantidades razoáveis de vitaminas A e do complexo B, além de sais minerais, como cálcio, fósforo e ferro.

### Óleo da goiaba
O óleo da goiaba é rico em ácido linoleico, como o ácido graxo essencial. Misturando o óleo de goiaba com outros óleos  de alta saturação, podem-se obter vantagens nutricionais e obter outros óleos com valores nutricionais variados.

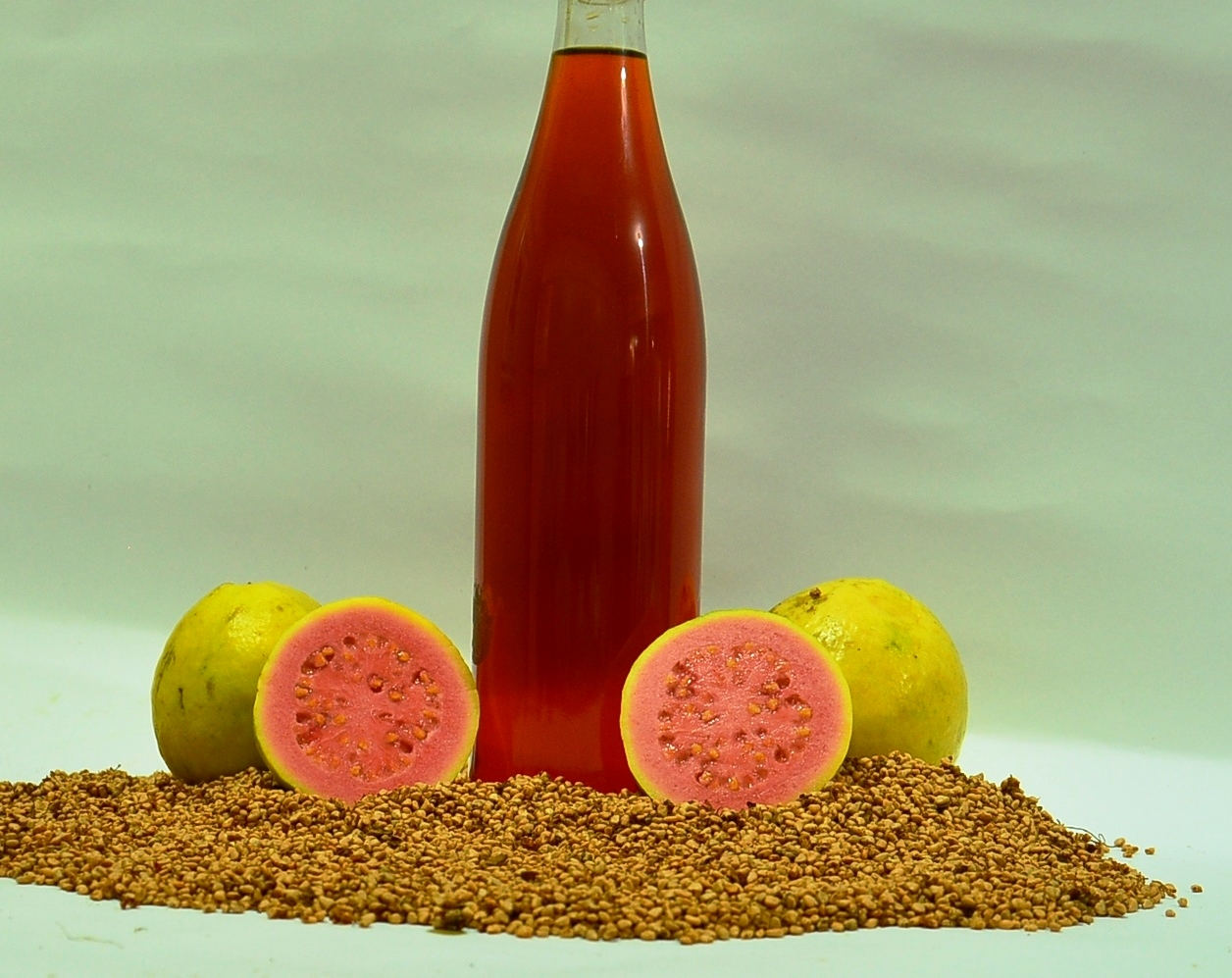
Guava virgim oil extracted from the seeds

O óleo da semente da goiaba pode ser empregado para o uso culinário, farmacêutico e cosmético. Na indústria cosmética, o óleo é bastante usado para desenvolver produtos para pele. O óleo é bastante nutritivo e tem propriedades calmantes. As propriedades de retenção de hidratação encontradas no óleo de goiaba são únicas, porque a goiaba é muito rica em licopeno. O licopeno é um potente antioxidante conhecido pela sua ação protetora contra tumores que danificam as células e os radicais livres. Além de licopeno,  o óleo da goiaba também tem  excelente fonte de beta-caroteno, vitaminas A e C, cobre, zinco, selénio e fósforo.
Especula-se que os vários compostos químicos presentes na planta sejam responsáveis pelos efeitos anti-inflamatórios. Estudos mostram que o óleo de goiaba tem uma boa atividade antimicrobiana e, por causa de suas propriedades adstringentes, é um bom ingrediente para desenvolver preparações antiacne. Também a sua ampla utilização como ingrediente ativo em muitas formulações para o cuidado da pele.
Especificação do óleo virgem de goiaba
| Característica                      | Unidade      | Apresentação   |
| ----------------------------------- | ------------ | -------------- |
| Aparência (25Cº)                    | ----         | Líquido        |
| Cor                                 | ----         | vermelho       |
| Odor                                | ----         | Característico |
| Índice de acidez                    | mgKOH/g      | < 15,0         |
| Índice de peroxido                  | 10 meq O2/kg | < 10,0         |
| Índice de iodo                      | gI2/100g     | 125 – 140      |
| Índice de saponificação             | mgKOH/g      | 185 - 200      |
| Densidade                           | 25ºC g/ml    | ----           |
| Índice de refração (40°C)           | ----         | ----           |
| Materia insaponificável (bioativos) | %            | ----           |
| Ponto de fusão                      | Cº           | ----           |

Composição dos ácidos graxos do óleo da goiaba
| Ácido láurico   | % peso | < 1,5   |
| Ácido mirístico | % peso | < 1,0   |
| Ácido palmítico | % peso | 8 – 10  |
| Ácido esteárico | % peso | 5 – 7   |
| Ácido oléico    | % peso | 8 – 12  |
| Ácido linoléico | % peso | 65 - 75 |
| Saturado        | %      | 14      |
| Insaturado      | %      | 86      |

### Uso medicinal
A etnofarmacologia é usada para diarreias na infância. O chá da folha da goiaba, em bochechos e gargarejos, é usado para inflamações da boca e da garganta ou em lavagens de úlceras e na leucorreia.
As folhas têm óleo volátil rico em sesquiterpeno, entre eles o bisaboleno, além do dietoximetano e dietoxetano que dão o aroma dos frutos. O principal componente do óleo das sementes é o ácido linoleico.
O extrato aquoso do "olho" (broto) da goiabeira tem intensa atividade contra salmonela, serratia e staphylococcus, grandes responsáveis pela diarreias de origem microbiana. A atividade é mais forte na variedade de polpa vermelha, e mais fraca nas folhas adultas e casca.

## Produção mundial
| País                                | Produção em 2019 (milhões de toneladas anuais) |
| ----------------------------------- | ---------------------------------------------- |
| Índia                               | 18,7                                           |
| China                               | 4,6                                            |
| Tailândia                           | 3,4                                            |
| México                              | 2,2                                            |
| Indonésia                           | 2,1                                            |
| Paquistão                           | 1,6                                            |
| Brasil                              | 1,4                                            |
| Egito                               | 1,2                                            |
| Bangladesh                          | 1,1                                            |
| Total mundial                       | 46,5                                           |
| Fonte: Tridge Global Trade Platform |                                                |

## Produção no Brasil
O Brasil é o maior produtor mundial de goiabas vermelhas, são produzidas frutas para a indústria (variedades "paluma" e "rica", entre outras) e para consumo in natura (variedades "sassaoka" e "pedro sato", entre outras), com a maior parte da produção concentrada no estado de São Paulo e no entorno do rio São Francisco, na região das cidades Petrolina e Juazeiro.[carece de fontes?]